# Schizura riversii
Schizura riversii är en fjärilsart som beskrevs av Hans Hermann Behr 1890. Schizura riversii ingår i släktet Schizura och familjen tandspinnare. Inga underarter finns listade.